# 埃德·阿莱恩-福特
埃德·阿莱恩-福特（英語：Ade Alleyne-Forte，1988年10月11日—），特立尼达和多巴哥男子田径运动员，2012年夏季奥林匹克运动会男子4×400米接力铜牌得主、2016年世界室内田径锦标赛男子4×400米接力铜牌得主。